# Kultur für alle
„Kultur für alle“ ist das Motto einiger eingetragener Vereine in Deutschland und Österreich: Es benennt ihr Ziel, Bedürftigen einen kostenlosen oder sehr kostengünstigen Zugang zu kulturellen Veranstaltungen und Aktivitäten zu ermöglichen. Es folgt einer kulturpolitischen Forderung der 1970er Jahre, die nicht eingelöst wurde. Häufig nennen sich die Initiativen Kulturtafel.
In Wien wurde 2003 die Aktion Hunger auf Kunst und Kultur initiiert und 2006 als gemeinnütziger Verein gegründet, dem weitere solche Vereine in fast allen Regionen Österreichs folgten. In Frankfurt am Main wurde 2008 der erste Verein mit dem Namen Kultur für ALLE e. V. gegründet; Vereine mit gleichen oder vergleichbaren Namen und Zielen folgten in Nürtingen, Osnabrück, Passau und Stuttgart.

## Entwicklung
Die Kulturtafeln sind – gemessen an den etablierten Verbänden der freien Wohlfahrtspflege wie etwa der Arbeiterwohlfahrt und der Caritas – eher junge Akteure im Bereich der sozialen Arbeit. Die Kulturbetriebe stellen Freikarten u. a. für Klassik, Varieté und Sportereignisse zur Verfügung. KulturLeben Berlin ist eine der größten Kulturtafeln in Deutschland mit – nach eigenen Angaben – jährlich 50.000 vermittelten Eintrittskarten für sozial benachteiligte Menschen. Die Kulturtafeln sind regional unterschiedlich organisiert. Teilweise sind die Kulturtafeln eine Unterorganisation der regionalen Diakonie. Mancherorts organisieren die regionalen Tafeln die Verteilung von Eintrittskarten im Sinne einer Kulturtafel ohne dabei eine eigenständige Kulturtafel darzustellen.
Als Bundesverband der Kulturtafeln in Deutschland kann die Bundesvereinigung kulturelle Teilhabe angesehen werden, die einen Zusammenschluss von 28 Kulturtafeln darstellt. Sie hat sich im Oktober 2016 in Köln gegründet und ist hervorgegangen aus der bundesweiten Arbeitsgemeinschaft Kulturelle Teilhabe in Deutschland. Sie wird von der Geschäftsstelle KulturRaum München organisiert.

## Österreich
Im Dezember 2003 gründeten Airan Berg, der damalige künstlerische Leiter des Schauspielhauses Wien, und Martin Schenk, Vorsitzender der Armutskonferenz, in Wien die Aktion „Hunger auf Kunst und Kultur“. Diese ermöglichte Bedürftigen unbürokratisch Zugang zu Veranstaltungen des Wiener Schauspielhauses. Im Dezember 2004 schlossen sich sechs, bis Ende 2006 33 weitere Kulturveranstalter, bis zur Gegenwart über 150 Kultureinrichtungen in Wien der Aktion an. Seit 2006 ist „Hunger auf Kunst und Kultur“ als gemeinnütziger Verein eingetragen, den die Stadt Wien seit 2007 unterstützt.
Ab Januar 2006 übernahmen Salzburg und die Steiermark die Aktion. Bis 2008 dehnte sich diese auch auf Oberösterreich, Vorarlberg und Tirol aus, so dass sie heute fast ganz Österreich umfasst. Seit 2016 gibt es die Aktion auch im Burgenland, der Verein ARGUMENTO hat den Lückenschluss vollzogen. Einzig Kärnten ist nicht Partner der Aktion. Der Kulturpass ist bundesweit gültig. Seit Ende 2021 ist auch eine Kulturpass APP kostenlos erhältlich.

## Frankfurt am Main
Kultur für ALLE e. V. wurde am 1. August 2008 auf Initiative des Musikproduzenten Götz Wörner gegründet. Der Vereinsname repräsentiert eine Forderung des ehemaligen Frankfurter Kulturdezernenten und späteren Präsidenten des Goethe-Instituts Hilmar Hoffmann von 1979.
„Kultur ist alles was der Mensch gestaltend schafft, niemand darf davon aufgrund seiner sozialen Situation ausgeschlossen werden“ und „Kultur ist nicht exklusiv, Kultur ist inklusiv“ sind die beiden Leitsätze des Vereins. Er will das Bürgerrecht auf kulturelle Teilhabe verwirklichen, das sich aus der Menschenrechtscharta der Vereinten Nationen und dem Grundgesetz der Bundesrepublik Deutschland (Artikel 1) ableitet.
Dazu gibt der Verein auf Antrag den kulturpass an Bürger Frankfurts heraus, die ihren notwendigen Lebensunterhalt nicht selbst beschaffen können: darunter Inhaber eines Frankfurt-Passes, Bezieher von Arbeitslosengeld II, Hilfe zum Lebensunterhalt, Grundsicherung, Wohngeld und/oder Kinderzuschlag, Empfänger von Leistungen nach dem Bundesausbildungsförderungsgesetz, Asylbewerber sowie Obdachlose. Sie erhalten den scheckkartenähnlichen Kulturpass für zunächst ein Jahr; er wird nach erneuter Prüfung der Vergabevoraussetzungen für je ein weiteres Jahr verlängert. Das Mittel des personalisierten Kulturpasses wurde gewählt, um Recht und Interesse an Kulturteilhabe physisch zu dokumentieren. Es gilt das Ein-Euro-Prinzip: Sowohl der Kulturpass als auch die besuchten Kulturinstitutionen werden mit diesem Obolus bezahlt. Damit soll kulturelle Teilhabe kein Almosen sein und so die Würde beider Seiten – Nutzer und Anbieter – gewahrt werden. Kultur für ALLE e. V. distanziert sich ausdrücklich von den staatlicherseits für die Berechnung des Existenzminimums zugrunde gelegten Berechnungsgrundlagen.
Inhaber des Kulturpasses erhalten Zugang zu kulturellen Veranstaltungen aller Art zu einem Eintrittspreis von einem Euro (Kinder die Hälfte). Dazu hatte der Verein 2009 bereits fast 200 Kooperationspartner: darunter Udo Lindenberg, das Städelmuseum, das Kulturzentrum Romanfabrik, das Literaturhaus Frankfurt, der Hessische Rundfunk, die Junge Deutsche Philharmonie, das Freie Deutsche Hochstift mit dem Goethe-Museum, die Städtischen Bühnen Frankfurt am Main mit Schauspiel und Oper und fast alle Frankfurter Museen.
Seit 2010 weitet der Verein seinen Angebotsradius über Frankfurt am Main hinaus aus. Er hat inzwischen Kooperationspartner auch in Bad Homburg (Sinclair-Haus), Offenbach am Main (Haus der Geschichte), Wiesbaden (Schloss Freudenberg) und Kassel (Kasseler Musiktage). Bislang wurden über 9000 Kulturpässe ausgegeben.

### Auszeichnungen
Bundeskanzlerin Angela Merkel zeichnete Kultur für ALLE e. V. am 27. April 2010 in Berlin als einen von sieben Bundessiegern der Initiative „startsocial“ (2009) aus. Der Verein wurde im Rahmen der Kampagne „Land der Ideen“ unter Schirmherrschaft des damaligen Bundespräsidenten Horst Köhler als „Ort der Ideen 2010“ ausgezeichnet. Die Deutsche UNESCO-Kommission e. V. zeichnete den Verein 2011 im Rahmen der Kampagne „Initiative, Ideen, Zukunft“ aus.
2011 zeichnete die Robert-Bosch-Stiftung Götz Wörner anlässlich des 150. Geburtstages von Robert Bosch im Rahmen der Kampagne „Die Verantwortlichen“ für seine Idee und Umsetzung des Kulturpasses als „außergewöhnliche Persönlichkeit“ aus.
Im Rahmen der Aktion „Gemeinsam-Aktiv – Bürgerengagement in Hessen“ zeichnete der hessische Staatsminister für Bundesangelegenheiten Michael Boddenberg den Verein als „Initiative des Monats April 2013“ aus.
Im Jahr 2015 erhielt der Verein den Bürgerpreis, 2018 den Integrationspreis der Stadt Frankfurt am Main.

## Stuttgart
Im Dezember 2009 wurde in Stuttgart der gemeinnützige Verein „KULTUR FÜR ALLE Stuttgart e. V.“ gegründet. Erste Vorsitzende ist Gudrun Hähnel. Der Verein kooperiert mit dem Sozialamt der Stadt und vermittelt in Zusammenarbeit mit über 100 Kultureinrichtungen in Stuttgart allen Bürgern, die Inhaber des Sozialausweises (Bonuscard + Kultur) der Landeshauptstadt Stuttgart sind (bis zu 65.000 Personen), kostenfreie Kulturangebote. Die Kultureinrichtungen stellen feste Kontingente von Freikarten für alle Preissparten zur Verfügung, die wie gewöhnliche Karten von den Interessenten selbst bestellt, gegebenenfalls reserviert, und abgeholt werden können.

## Nürtingen
Anfang 2010 startete in Nürtingen die ehrenamtliche Initiative „Kultur für Alle“, die aus einem Bürgermentorenkurs hervorging. Dort gibt es keinen Kulturpass, sondern die Nürtinger Initiative verknüpft Anbieter von Karten direkt mit bedürftigen Menschen, die diese Eintrittskarten kostenlos für kulturelle Veranstaltungen erhalten. Die Kartenreservierungen werden im Nürtinger Tafelladen angeboten.

## Osnabrück
Am 1. Februar 2012 gründete sich nach einem Vortrag von Götz Wörner im Theater Osnabrück der Verein Kultur für Alle Osnabrück e. V. (abgekürzt KAOS e. V.), der sich in seinen Grundsätzen an das Frankfurter Modell anlehnt. Initiator und Vereinsvorsitzender ist der Musiker und Kommunikationsdesigner Max Ciolek. Der Osnabrücker Verein ist als mildtätig anerkannt. Er hat die Idee des Frankfurter Kulturpasses für Stadt und Landkreis Osnabrück aufgegriffen und erweitert: Seit 1. Februar 2013 gibt er die KUKUK (Kunst- und Kultur-Unterstützungs-Karte) heraus. Zum symbolischen Einmalpreis von einem Euro (Kinder 50 Cent) können alle Empfänger von Arbeitslosengeld II („Hartz IV“), Grundsicherung im Alter und Wohngeld sowie Asylbewerber die KUKUK im Vereinsbüro erwerben und damit zum jeweiligen Eintrittspreis von einem Euro (Kinder 50 Cent) alle Kulturveranstaltungen in der Region Osnabrück besuchen, deren Träger sich zur Zusammenarbeit mit dem Verein bereit erklärt haben. Das sind bisher über 100 Veranstalter, darunter das Theater Osnabrück, das sozio-kulturelle Zentrum Lagerhalle Osnabrück, das Institut für Musik der Hochschule Osnabrück, die Universitätsmusik, das European Media Art Festival sowie verschiedene Musik- und Filmfestivals. Darüber hinaus kann man mit der KUKUK bei Chören, Tanzkursen, Kunstworkshops und anderen kulturschaffenden Gruppen teilnehmen. Unter dem Namen kultur AKTIV! kommt hier der menschenverbindende Aspekt von Kultur besonders zum Tragen.
Außerdem begleiten Kulturlotsen Menschen mit sprachlichen, gesundheitlichen oder anderen Hemmnissen zu den Veranstaltungen, um ihnen Orientierung und Sicherheit zu geben. So können z. B. auch Neuankömmlinge, Menschen mit Handikap oder Senioren am Osnabrücker Kulturleben teilhaben.
Die Angebotspalette, die die KUKUK ihren Besitzern ermöglicht, soll einen Almosen-Charakter von fallweise gewährter Kulturteilhabe vermeiden. KAOS e. V. will sich nicht auf das Anbieten und Vermitteln von restlichen Eintrittskarten für einkommensschwache Bürger beschränken. Seit 1. Februar 2013 haben über 5500 Personen die KUKUK erworben. Empfangsberechtigt sind nach Angaben des Sozialamts der Stadt und des Landkreises Osnabrück derzeit 43.500 Menschen. Der ehrenamtlich geführte Verein erhielt im Sommer 2012 den Förderpreis sozioK der Stiftung Niedersachsen und im November 2012 den zweiten Preis der Sparte Kultur von der OsnaBRÜCKE e. V. 2017 wurde KAOS e. V. mit dem Kulturpreis des Landschaftsverbandes Osnabrücker Land ausgezeichnet. Beim Deutschen Bürgerpreis 2017 landete der Verein bei 1.400 Einreichungen unter den Top 10 in der Kategorie „Alltagshelden“.

## Rosenheim
Kultur für alle in Rosenheim wird unter der Trägerschaft des Kulturforums Rosenheim seit 2013 auf Initiative des Journalisten Reinhart Knirsch angeboten. Es werden Gutscheine für Kulturveranstaltungen hauptsächlich von den zehn Tafeln im Landkreis Rosenheim ausgeben. Rund 20 Kulturveranstalter beteiligen an dem Projekt. Statt Restkarten zu vermitteln, verteilt das Projekt Berechtigungen für Veranstaltungen nach Wahl. Den Kulturveranstaltern werden die Eintrittspreise zumindest teilweise erstattet. Ermöglicht wird das Projekt durch die Förderungen der Sparkassenstiftungen Zukunft für die Stadt und für den Landkreis Rosenheim.

## Liste weiterer Kulturtafeln
- Altötting[28]
- Bad Homburg[29]
- Bad Neustadt an der Saale[30]
- Bamberg[31]
- Berlin[32]
- Bielefeld[33]
- Bonn[34]
- Bremen
- Burghausen[35]
- Coburg[36]
- Cuxhaven[37]
- Darmstadt[38]
- Dresden[39]
- Düsseldorf[40]
- Erlangen[41]
- Euskirchen[42]
- Freiburg[43]
- Gelsenkirchen[44]
- Günzburg[45]
- Hamburg[46]
- Harburg Landkreis[47]
- Heilbronn[48]
- Herborn[49]
- Hildesheim[50]
- Forchheim[51]
- Friedrichshafen[52]
- Köln[53]
- Konstanz[54]
- Landshut[55]
- Leipzig[56]
- Leverkusen[57]
- Lübeck[58]
- München[59]
- Neumünster[60]
- Niebüll[61]
- Nürnberg[62]
- Potsdam[63]
- Regensburg[64]
- Schweinfurt[65]
- Segeberg[66]
- Siegen[67]
- Soest[68]
- Starnberg[69]
- Straubing[70]
- Uelzen[71]
- Weiden[72]
- Wolfenbüttel[73]
- Würzburg[74]